# Roland de Candé
Roland de Candé, all'anagrafe Roland Anne Marie François Brillet de Candé (Parigi, 22 luglio 1923 – Château-Gontier, 20 novembre 2013), è stato un musicologo, compositore e critico musicale francese.

## Biografia
Nato nel 1923, Roland de Candé studio presso la facoltà di lettere e di scienze dell'università di Parigi e si laureò in ingegneria presso l'École spéciale de mécanique et d'électricité.
Nel 1948 fondò le Settimane musicali internazionali di Royaumont, delle quali fu anche direttore. Fu inoltre direttore della parte musicale della società Pathé dal 1959 al 1968, compositore di musiche per il cinema e per la televisione e critico musicale. Scrittore prolifico, pubblicò numerosi lavori di argomento musicale e fece parte del Pen-Club, della Société des gens de lettres e della Société des auteurs, compositeurs et éditeurs de musique.
Fu inoltre commendatore dell'Ordre des arts et des lettres.

## Opere
- Histoire de la musique anglaise (1952).
- Ouverture pour une discothèque (1956).
- Dictionnaire des musiciens (1959).
- Dictionnaire de musique (1961).
- Vivaldi (1967).
- La Musique (1969).
- Histoire universelle de la musique (1978).
- L'Invitation à la musique (1980).
- Nouveau dictionnaire de la musique (1983).
- Johann Sebastian Bach (1984).
- Dieux et divas de l'opéra (1986).
- Les Chefs-d'oeuvre de la musique (due volumi, 1990 e 1992).
- La Vie selon Franz Liszt (1998).